# Pocomoke City
Pocomoke City és una població dels Estats Units a l'estat de Maryland. Segons el cens del 2000 tenia 4.098 habitants.

## Demografia
Segons el cens del 2000, Pocomoke City tenia 4.098 habitants, 1.596 habitatges, i 1.058 famílies. La densitat de població era de 520,5 habitants per km².
Dels 1.596 habitatges en un 35,8% hi vivien nens de menys de 18 anys, en un 38,6% hi vivien parelles casades, en un 24% dones solteres, i en un 33,7% no eren unitats familiars. En el 29,9% dels habitatges hi vivien persones soles el 16,8% de les quals corresponia a persones de 65 anys o més que vivien soles. El nombre mitjà de persones vivint en cada habitatge era de 2,51 i el nombre mitjà de persones que vivien en cada família era de 3,11.
Per edats la població es repartia de la següent manera: un 30,5% tenia menys de 18 anys, un 7,8% entre 18 i 24, un 26,7% entre 25 i 44, un 19,1% de 45 a 60 i un 16% 65 anys o més.
L'edat mediana era de 36 anys. Per cada 100 dones de 18 o més anys hi havia 74,7 homes.
La renda mediana per habitatge era de 28.938 $ i la renda mediana per família de 34.722 $. Els homes tenien una renda mediana de 32.175 $ mentre que les dones 19.362 $. La renda per capita de la població era de 17.301 $. Entorn del 13,6% de les famílies i el 18,3% de la població estaven per davall del llindar de pobresa.

## Poblacions més properes
El següent diagrama mostra les poblacions més properes.